# Arrondissement di Commercy
L'arrondissement di Commercy è una suddivisione amministrativa francese, situata nel dipartimento della Mosa e nella regione del Grand Est.

## Composizione
L'arrondissement di Commercy raggruppa 136 comuni in 7 cantoni:
- cantone di Commercy
- cantone di Gondrecourt-le-Château
- cantone di Pierrefitte-sur-Aire
- cantone di Saint-Mihiel
- cantone di Vaucouleurs
- cantone di Vigneulles-lès-Hattonchâtel
- cantone di Void-Vacon